# Vlagyimir Alekszandrovics Rizskov
Vlagyimir Alekszandrovics Rizskov (oroszul: Владимир Александрович Рыжков; Rubcovszk, 1966. szeptember 3. –) orosz politológus, politikus.
1983-ban fejezte be a 42. sz. középiskolát Barnaulban. Ezt követően az Altaji Állami Egyetemen tanult történelem szakon. Az első egyetemi év után behívták katonai szolgálatra, ahonnan tartalékos törzsőrmesterként szerelt le. Az egyetemet 1990-ben fejezte be, majd az egyik tanszéken kapott oktatói állást. Még egyetemei diákévei alatt bekapcsolódott a demokratikus mozgalmak munkájába, ahol vezető szerepet játszott. Cikkeket írt a „Szvobodnij kursz” című első altaji független újságba. Tagja volt az „Politcentr” és a „Gyemokratyicseszkij centr” regionális szervezetei helyi vezetésének.
1991-ben kinevezték az Altaji terület adminisztrációjának helyettes vezetőjévé. E minőségében felügyelte a személyi kérdéseket és a helyi önkormányzatokkal való együttműködést, kapcsolatot tartott a pártokkal és a médiával.
1993-ban a Jegor Gajdar vezette Oroszország Választása párt listájáról képviselőnek választották az Állami Dumába. A parlamentben a szövetségi és regionális ügyekkel foglalkozó bizottság elnökhelyettese volt. Bekerült a később Oroszország Demokratikus Választása (DVR) névre átkeresztelt párt vezető testületébe.
1995 tavaszán elhagyta a DVR-t, és a Házunk – Oroszország (NDR) mozgalomhoz csatlakozott, részt vett annak megszervezésében. 1995-ben már az NDR listájáról választották képviselőnek. 1996 januárjától 1997 szeptemberéig az NDR parlamenti frakciójának helyettes vezetője volt. 1997-ben, 31 évesen választották meg parlamenti első alelnöknek, pártjában, az NDR-ben pedig a Politikai Tanács vérhajtó bizottságának a helyettes vezetőjévé választották.

## Tudományos és közéleti tevékenysége
A történelemtudományok kandidátusa, disszertációját 2003-ban védte meg Szentpéterváron. Több könyv szerzője. Közülük legjelentősebbek a Csetvertaja reszpublika – Ocserk polityicseszkoj isztorii szovremennoj Rosszii (A negyedik köztársaság – A modern Oroszország politikatörnetének vázlata) és a Darovannaja gyemokratyija – Izbrannije sztattyi po polityike, ekonomike, isztorii, mezsdunarodnim otnosenyijam (Ajándékba kapott demokrácia – Válogatott cikkek a politika, gazdaság, történelem és a nemzetközi kapcsolatok területéről) című munkái.
Rendszeresen publikál a „Vedomosztyi”, a „Nyezaviszinaja gazeta”, a „Rosszijszkaja gazeta”, a „Vremja novosztyej” és a „Moszkovszkije novosztyi” lapokban.

## Külső hivatkozások
- Vlagyimir Rizskov hivatalos honlapja
- Rizskov életrajza
- Az Oroszországi Republikánus Párt honlapja